# Compagnia Valdostana delle Acque
La Compagnia Valdostana delle Acque - CVA S.p.A. (in francese, Compagnie valdôtaine des eaux - C.V.E. S.A.) è un'azienda italiana che opera nel settore della produzione di energia elettrica da fonti rinnovabili.
È posseduta al 100% dalla Finaosta, società finanziaria della regione autonoma Valle d'Aosta.

## Storia
La CVA nasce nel 1995 per gestire tre impianti per la produzione di energia idroelettrica (Champagne 2 a Villeneuve, Verrès e Lillaz) che Finaosta S.p.A. ha acquisito dall'ILVA Centrali Elettriche S.r.l., subentrata alla Cogne S.p.A. al momento dello scorporo tra l'attività siderurgica e l'attività energetica. Nel 1997 a questi tre siti si aggiungono la centrale di Issime.
Nel 2000 la regione autonoma Valle d'Aosta acquista dall'Enel Produzione S.p.A. i 26 impianti di produzione di energia idroelettrica nella regione, per un totale di 781 MW, riuniti nella società veicolo Valgen, che nel 2001 saranno ceduti a Geval S.p.A., di proprietà della regione Valle d'Aosta.
Nel 2002 Geval acquisisce CVA: il nuovo soggetto però mantiene la stessa denominazione societaria.
Nel 2011 il Gruppo CVA acquisisce da Enel la società Deval che gestisce la rete distribuzione.
Nel febbraio 2025, durante lo SMAU Valle d'Aosta, l'Amministratore Delegato annuncia la costruzione di una nuova sede di CVA a Châtillon. La sede sorgerà nell'ex area Tecdis, e farà parte di un più ampio distretto dedicato alle energie rinnovabili.

## Dati societari
- Ragione Sociale: Compagnia Valdostana delle Acque S.p.A. - Compagnie valdôtaine des eaux S.A.
- Sede legale: 31, rue de la Gare - 11024 Châtillon (AO)
- CF e P.IVA: 01013130073
- Capitale sociale: 395 milioni di euro

## Impianti idroelettrici

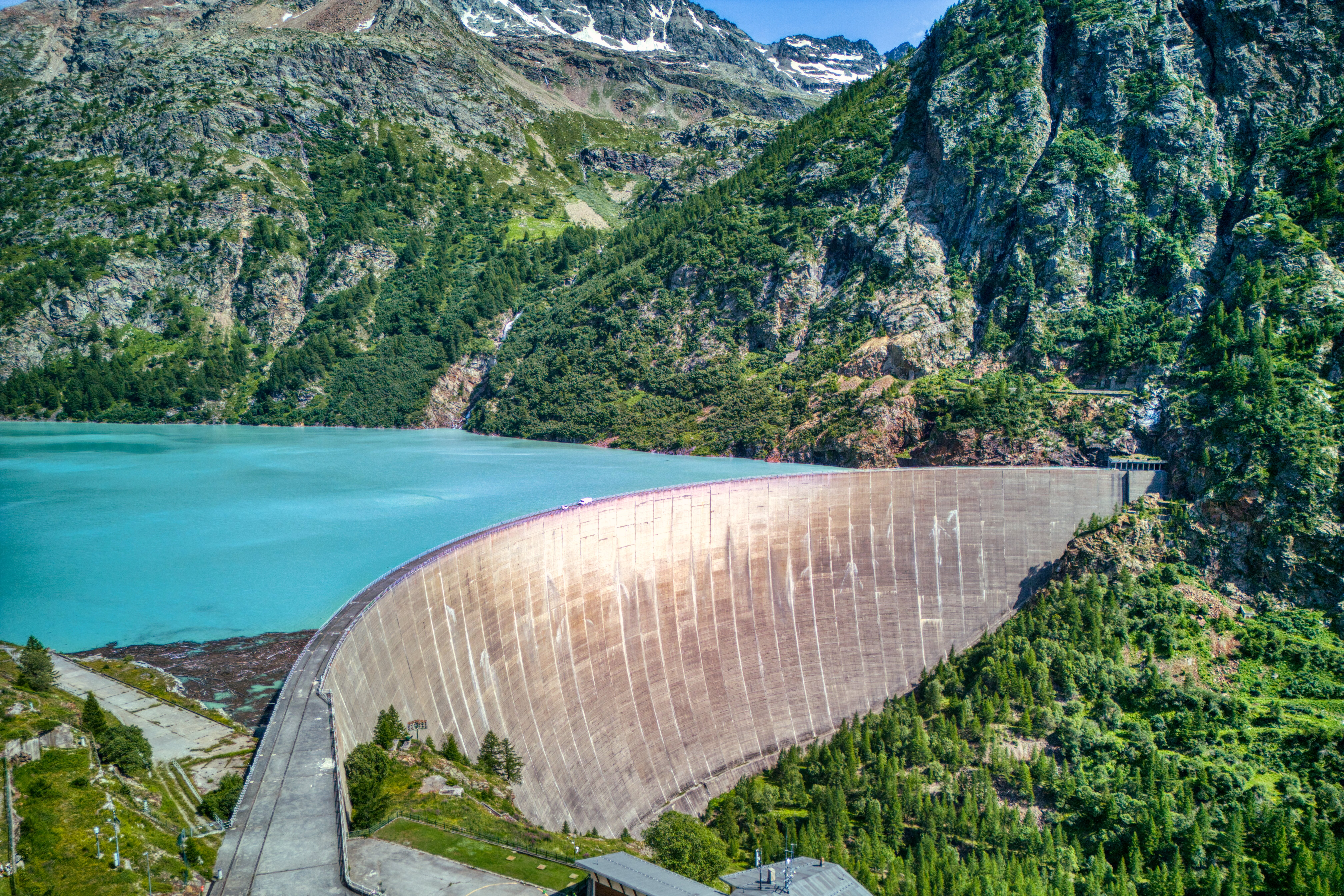
Il lago di Place-Moulin

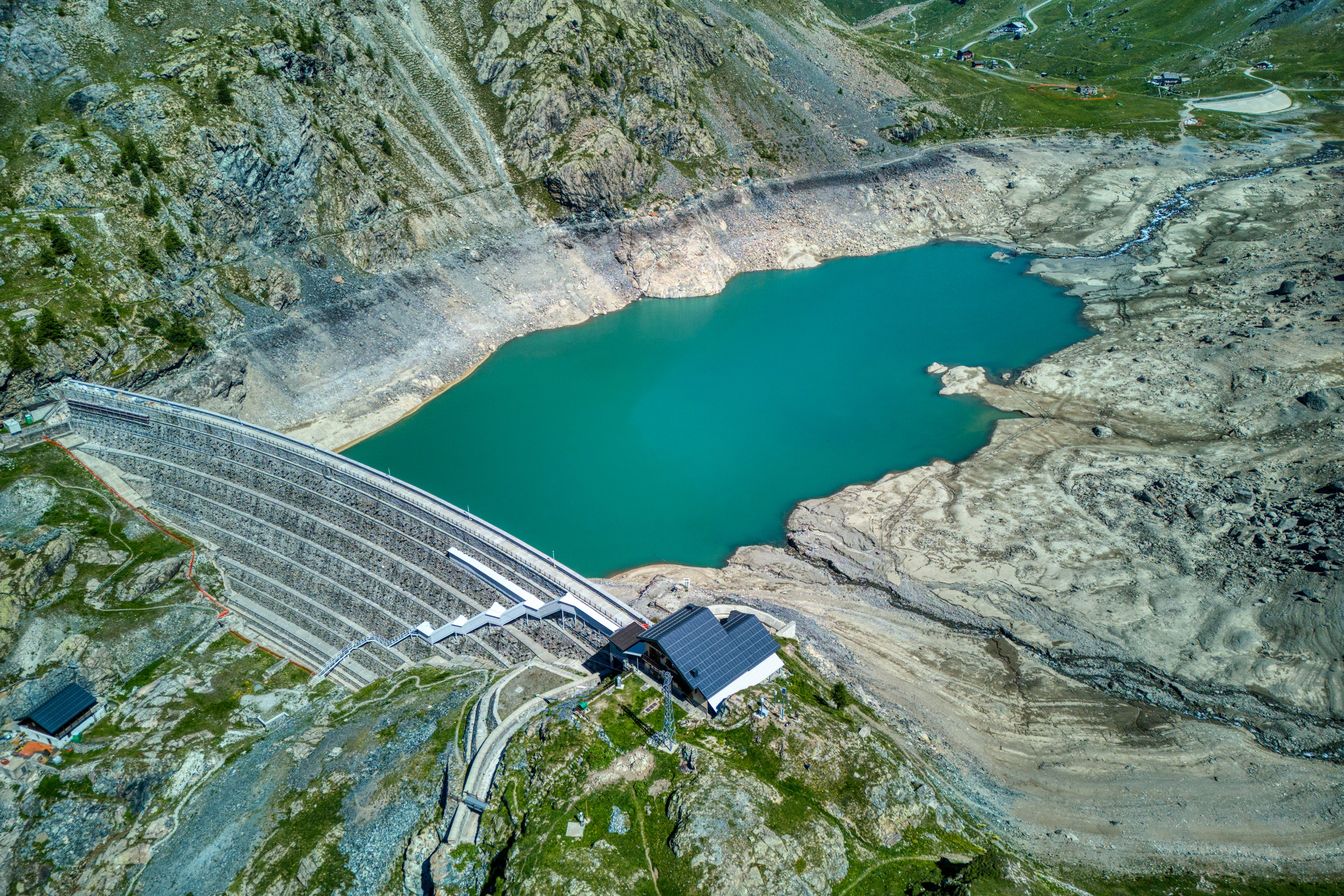
Il lago Gabiet

Il Gruppo CVA conta 32 centrali idroelettriche (30 di CVA e 2 di Valdigne Énergie) sul territorio valdostano. La potenza nominale complessiva del parco impianti è di 934,5 MW e produce ogni anno circa 2,9 miliardi di kWh di energia pulita.
| Bacino di Brusson                              |
| Bacino di Guillemore                           |
| Bacino La Tour                                 |
| Captazione - Hône I                            |
| Centrale di Avise                              |
| Centrale di Bard                               |
| Centrale di Champagne 2                        |
| Centrale di Champdepraz                        |
| Centrale di Hône 1                             |
| Centrale di Isollaz                            |
| Centrale di Issime                             |
| Centrale di Lillaz                             |
| Centrale di Maën Cignana                       |
| Centrale di Maën Perrères                      |
| Centrale di Nus                                |
| Centrale di Torrent                            |
| Centrale di Valpelline                         |
| Centrale di Verrès                             |
| Centrale di Zuino                              |
| Centrale idroelettrica di Aymavilles           |
| Centrale idroelettrica di Champagne I          |
| Centrale idroelettrica di Châtillon            |
| Centrale idroelettrica di Chavonne             |
| Centrale idroelettrica di Covalou              |
| Centrale idroelettrica di Faubourg             |
| Centrale idroelettrica di Grand Eyvia          |
| Centrale idroelettrica di Gressoney-La-Trinité |
| Centrale idroelettrica di Hône II              |
| Centrale idroelettrica di Maën                 |
| Centrale idroelettrica di Montjovet            |
| Centrale idroelettrica di Perrères             |
| Centrale idroelettrica di Pont-Saint-Martin    |
| Centrale idroelettrica di Quart e di Nus       |
| Centrale idroelettrica di Quincinetto          |
| Centrale idroelettrica di Saint-Clair          |
| Centrale idroelettrica di Sendren              |
| Centrale idroelettrica di Signayes             |
| Diga del lago del Goillet                      |
| Diga di Beauregard                             |
| Diga di Perrères                               |
| Diga di Place-Moulin                           |
| Dighe del lago del Gabiet                      |
| Dighe di Cignana                               |

## Impianti eolici
Il Gruppo CVA, con il contributo delle sue società controllate, produce mediamente ogni anno circa 320 milioni di kWh attraverso 8 parchi eolici situati in Valle d’Aosta, Toscana, Lazio, Campania e Puglia.
| Impianto di Saint-Denis       |
| Impianto di Piansano          |
| Impianto di Monteverde        |
| Impianto di Ponte Albanito    |
| Impianto di Pontedera         |
| Impianto di Lamacarvotta      |
| Impianto di Lamia di Clemente |
| Impianto di Tarifa            |

## Impianti fotovoltaici
Ogni anno il Gruppo CVA produce in media circa 16 milioni di kWh attraverso 3 impianti fotovoltaici a terra situati in Valle d’Aosta e Piemonte.
| Impianto di Quart La Tour   |
| Impianto di Alessandria Sud |
| Impianto di Valenza Fornace |